# Synekliza
Synekliza (syn- + gr. ékklisis 'odchylenie' od ekklínein 'łagodnie się wyginać') – część platformy prekambryjskiej, gdzie następuje obniżenie podłoża krystalicznego połączone z pełnymi miąższościami pokrywy osadowej. Najstarsze skały osadowe zalegające w syneklizie łagodnie opadają w kierunku centrum, natomiast najmłodsze zalegają poziomo, wzdłuż poziomu morza.
Synekliza powstaje poprzez wgięcie, następujące w bardzo długim czasie, skał krystalicznych stanowiących fundament platformy, np. wskutek działania lądolodu lub lodowca na danym obszarze przez długi czas. 

## Syneklizy na tereniePolski
- Synekliza perybałtycka
- Synekliza podlaska